# Домброва Томашівська
Домброва Томашівська (пол. Dąbrowa Tomaszowska) — село в Польщі, у гміні Томашів Томашівського повіту Люблінського воєводства.
Населення — 222 особи (2011).

## Історія
Первісним населенням Домброви Томашівської були русини-лемки, які компактно проживали на своїх історичних землях. 
У 1975—1998 роках село належало до Замойського воєводства.

## Демографія
Демографічна структура станом на 31 березня 2011 року:
|          | Загалом | Допрацездатний вік | Працездатний вік | Постпрацездатний вік |
| -------- | ------- | ------------------ | ---------------- | -------------------- |
| Чоловіки | 111     | 25                 | 77               | 9                    |
| Жінки    | 111     | 15                 | 72               | 24                   |
| Разом    | 222     | 40                 | 149              | 33                   |